# Jem (auteur)
Pour les articles homonymes, voir Jem et Mortier.
Jem, pseudonyme de Jean Mortier, né en 1929, est un auteur de bande dessinée humoristique et enseignant belge.

## Biographie
Jean Mortier naît en 1929.
Il commence à publier sous son nom un récit d'aventure dans un style  réaliste de 16 pages intitulé Capitaine Tourville scénarisé par Fernand Cheneval dans le no 50 d'Heroic-Albums en 1954. Sous le nom de plume Jem, il réalise Pol et Rico pour l'hebdomadaire de Gilly Pat en 1955. Cette série est rééditée dans les quatre premiers numéros de Panda, une publication des éditions Arédit/Artima en 1957,. De 1955 à 1958, il réalise Marc le résistant pour le petit format Fulgor des Éditions Artima. Il met en scène Marc jeune héros de la Résistance avec son chien Vulcan. Il participe à l'éphémère aventure du journal Risque-Tout des éditions Dupuis avec un court récit en une planche en 1956. La même année, il lance la série policière Jean Valfort pour La Libre Belgique.
En 1957, il commence la bande dessinée muette Les Malheurs de Charlie (plus tard seulement Charlie) dans La Libre Belgique,. Ce strip quotidien renommé plus tard seulement Charlie durera jusqu'en 1969. Cette longue série familiale met en scène Charlie et son chien Foxtrot. La femme de Charlie s'appelle Charline dont l'arrivée date de 1959. Il réalise plus de 4 000 livraisons,. L'évolution de la série fut forte, avec un héros qui, de barbu célibataire fauché vivant dans les années 1950, est devenu un homme aisé, rasé, marié vivant dans les années 1960. C'est son personnage humoristique le plus célèbre. La série est replacée dans Samedi-Jeunesse en 1963,. Au Québec, la série est dénommée Charlie-Charline et paraît dans Le Quotidien du Saguenay Lac-Saint-Jean en 1981.
En 1961, il rejoint le journal Tintin pour lequel il réalise un unique épisode de la série Les Aventures de Stany. Ce récit à suivre est publié du no 32 à no 46 pour l'édition belge du journal. C'est une histoire qui se déroule en Écosse, mettant en vedette le roux Stany et son ami Pat Mac Arony, qui ne manque pas de gags et de rebondissements inattendus>,. Elle est traduite en espagnol sous le titre Las aventuras y desventuras de Macuto y Cachimba et publiée dans le magazine de Valence Pumby en 1963.
En 1962, il réalise encore quelques courts récits dont un par Michel Vasseur (aka André-Paul Duchâteau). Il livre encore pour cet hebdomadaire un dernier court récit de 4 pages scénarisé par Hugo en 1966. En témoignage de sa reconnaissance, Jem offrira à Hergé un dessin dédicacé en couleur représentant Charlie et son fidèle chien Foxtrot.
Lucien De Gieter lui écrit le scénario du mini-récit no 190 intitulé La Lyre enchantée... qui est publié dans le Spirou no 1334 du 7 novembre 1963,. 
Parallèlement, Jean Mortier était un professeur d'art,.